# UTC+6:30
UTC+6:30 е часово отместване използвано:

## Като стандартно време през цялата година
- Австралия – Кокосови острови
- Мианмар